# 惑星状星雲
惑星状星雲（わくせいじょうせいうん、planetary nebula）は、超新星にならずに一生を終える恒星が赤色巨星となった際に放出したガスが、中心の星の放出する紫外線に照らされて輝いているものである。惑星状星雲の名は、望遠鏡で観測したときに緑がかった惑星のように見えるところから、ウィリアム・ハーシェルによって名付けられた。
中心の星は恒星の進化において白色矮星になる前の段階の「惑星状星雲中心星」と呼ばれる。
惑星状星雲のスペクトルは、主に電離ガスから放たれる輝線スペクトルであり、散光星雲にも見られる水素、ヘリウムのバルマー系列（可視域においては）再結合輝線や衝突励起輝線を持つ。これは、電離窒素や電離酸素の確率の低い電子遷移に対応する輝線（禁制線）である。惑星状星雲のガスは極めて希薄であり、原子間の衝突がめったに起こらないために、励起状態の失活が起こらずこれらの輝線が観測できる。

## 惑星状星雲の形成
恒星は、一生の末期になると外層が膨張して赤色巨星となり、外層のガスは徐々に恒星の重力を振り切って周囲に放出されていき、原始惑星状星雲となる。一方、中心核は自分自身の重力で収縮し紫外線を放射し、この紫外線が赤色巨星であった時に放出したガスに吸収されると、ガスはそのエネルギーによって電離して光を放って輝くようになる。これが惑星状星雲である。

## 有名な惑星状星雲
- こと座の環状星雲M57（NGC6720）
- こぎつね座の亜鈴状星雲（M27）
- おおぐま座のふくろう星雲（M97）
- みずがめ座のらせん星雲（NGC7293）
- うみへび座の木星状星雲（NGC3242）
- みずがめ座の土星状星雲（NGC7009）

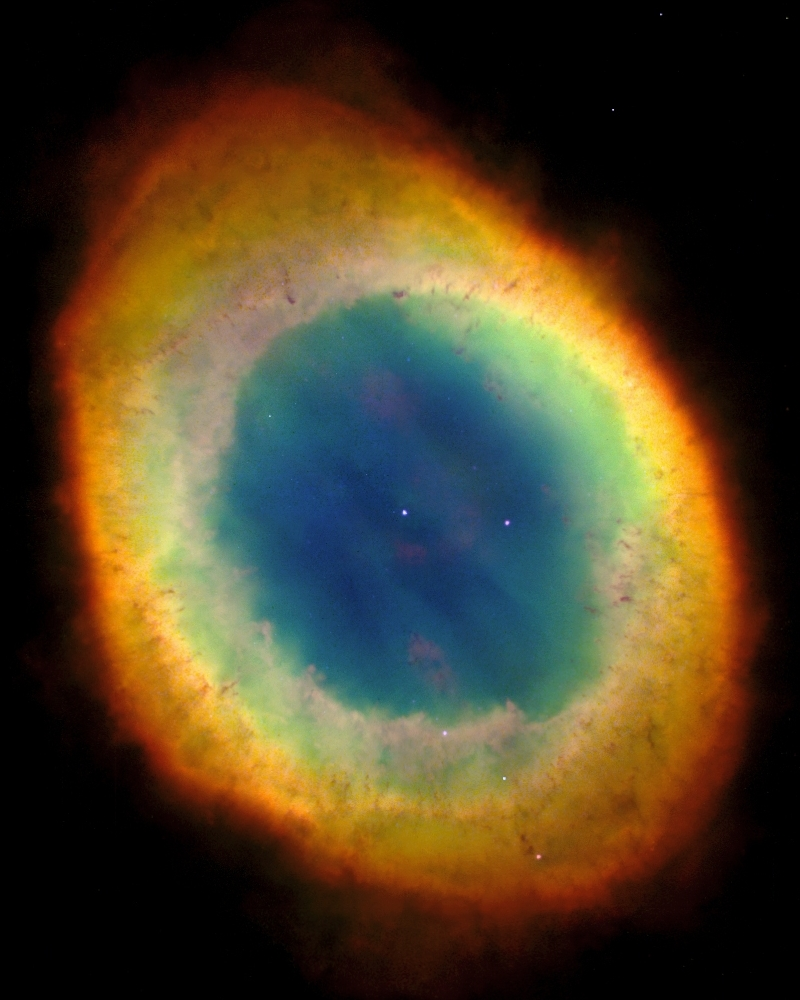
環状星雲

- ふたご座のエスキモー星雲（NGC2392）
- さいだん座のアカエイ星雲